# ポドゴリツァ
ポドゴリツァ（モンテネグロ語: Podgorica / Подгорица）は、モンテネグロの首都で、同国最大の都市である。リブニツァ川とモラチャ川が合流する適した場所に位置し、ゼタ平原とビェロパヴリッチ谷が接し居住地としても発展している。冬のスキーの中心地やアドリア海のリゾート地にも近い場所に位置する。1946年から1992年までの旧称はチトーグラード（Титоград/Titograd）。

## 呼称
都市の名称となっているポドゴリツァは、モンテネグロ語で「ゴリツァのふもと」を意味する。ゴリツァは「小さな丘」を意味し、イトスギが覆う市街を見下ろす丘を指す。北西に3km離れた場所には中世の国ドゥクリャの跡が残されている。ポドゴリツァはギリシャ、ローマ以前の時代、ローマ時代に知られていた。ローマ皇帝ディオクレティアヌスもこの地域にやって来ており、その後、ローマ人の付けた正式名「ディオクレア（Dioclea）」から"i"が抜け一般に広がり、スラヴ人が使う「ドゥクリャ（Duklja）」になったと 推測される。11世紀以前に設立された当初はビルジミニウムと呼ばれ、中世はリブニツァの名で知られた。ポドゴリツァの名称は1326年から使われ、ユーゴスラビア連邦時代は終身大統領ヨシップ・ブロズ・チトーの名誉からチトーグラードと称していた。

## 歴史

### 古代
ポドゴリツァはゼタ川、モラチャ川などの河川や峡谷、アドリア海近くのシュコダル湖があり肥沃な低地や適した気候であることから歴史的に重要な交通路の交点であった。最古の集落の跡は石器時代後期に遡る。イリュリア時代にはゼタ平原からビイェロパヴリッチ谷の間にはラビアーテ族とドゥクレアーテ族の二つのイリュリア人部族が占めていた。街の人口は8,000人から10,000人居たとされ、街の諸問題を自ら解決する自治が行われていた。高い人口密度は地理的な立地や適した気候、経済的な状況、当時重要であった守備などにより可能となっていた。5世紀になると最初のスラヴ人やアヴァールがやって来るようになりローマ帝国は崩壊し、周辺地域では多くの注目に値する出来事が起こった。時が経るに従い要塞は機能を止め、新たな町が作られた。スラヴ人はビュザンティウムと戦争を繰り返し新しい国を成立させた。

### 中世
その後、新たな集落が形成されおそらく集落が築かれた畔のリブニツァ川にちなみ名称が付けられている。最初にリブニツァについて言及されたのは、セルビア人の王朝ネマニッチ朝が支配した時期である。リブニツァは、西との通商の交点として重要であった。この地域はスラヴ人が占め、新たな国が作られ自らの文化芸術を発展させ、中世のキリスト教と封建階級を受け入れた。ポドゴリツァの名称が初めて言及されたのは1326年でコトルの公文書館の宮廷の文書であった。都市のドゥブロヴニクとネマニッチの国との間の交易ルートとして経済は強く、当時は良く開け街道はポドゴリツァを経由しトレビニェやニクシッチに続いていた。賑やかな交差路のように、ポドゴリツァは地域の通商と交通の様々な中心として経済的にも軍事的にも戦略的場所として発展していた。

### オスマン支配
オスマン帝国によりポドゴリツァは1474年に支配され経済や文化、芸術的な発展は妨げられた。1479年、ポドゴリツァはスクタリサンジャクのカザとなった。オスマンは大規模な城塞と今でも現存する集落を建設し同時に良く発達した通商を作り上げ、オスマンの主要な地域の防御地点となった。1474年の情報ではゼタ公国とアルバニア・ヴェネタの協調を妨害することを意図しスルタンがポドゴリツァとバレチュの城塞を再建し、5,000のトルコの一家を住まわせたとされる。 城塞都市は塔と門、城壁によりオスマンがあらゆる攻撃に対処出来る難攻不落のものとなった。1864年にポドゴリツァはスクタリ・ヴィライェトのカザとなりトルコ語でブラックベリーを意味するボーウルトゥレン（Böğürtlen）と呼ばれた。アルバニア語ではブルグリチェ（Burguriçe）の名で知られる。1878年のベルリン会議によりポドゴリツァはオスマン帝国からモンテネグロ公国の領有へと代わり4世紀にわたるオスマン支配は終焉を迎え新しい時代のポドゴリツァが始まった。

### 20世紀初めから第二次世界大戦まで
都市は急速に強い商業都市として発展し、最初の資本集中の形が見られた。1904年に最初の金融機関であるゼツカ貯蓄銀行が設立された。これは後に現在のポドゴリチュカ銀行（Podgorička Banka）に発展する。近隣の町との間に道路網が整備され、1902年にタバコ工場が作られるが、これはポドゴリツァでは初の重要な営利企業であった。第一次世界大戦が終結するとポドゴリツァは力強く発展し新たに宣言されたモンテネグロ王国最大の都市となった。1916年から1918年にかけてポドゴリツァは
モンテネグロの残りの地域とともにオーストリア＝ハンガリー帝国に占領された。 連合国により解放された後、1918年にポドゴリツァタバコ専売ビルにて「ポドゴリツァ議会 (en) 」と呼ばれる会議が招集された。議会は主権を持つ独立国としてのモンテネグロを終わらせ、セルビアと共にユーゴスラビア王国に統合された。戦間期、ポドゴリツァの人口は約13,000人であった。第二次世界大戦時には甚大な被害を受けており、70回の地上への徹底的な爆撃を受け4,100人が死亡した。1944年12月19日に解放されている。

### 戦後から21世紀
チトーグラードの名の下、ポドゴリツァは1946年7月13日にモンテネグロ社会主義共和国の首都となった。 ユーゴスラビア社会主義連邦共和国（SFRY）時代には空前の発展をし人口は劇的に増加した。重工業化が進み、インフラや教育、医療なども改善された。また、文化的な機関も設立されている。この期間、急速にモンテネグロの社会や経済の中心的な都市へと変わった。発展を謳歌していたが、1990年代に入るとのユーゴスラビア崩壊の始まりによって再び停滞を始めた。1992年4月2日にチトーグラードから再びポドゴリツァに名称が戻される。ユーゴスラビア崩壊に伴う戦争はモンテネグロでは避けられたが、経済的には広範な影響を受け、1990年代は経済的に停滞していた。21世紀に入ると経済の回復が始まり、ポドゴリツァは現代的で親西欧的な都市へと脱皮した。モンテネグロ独立の国民投票が成立する2006年5月には、公式に独立国の首都として都市としての地位や経済的な見通しが上がった。
ポドゴリツァ基礎自治体を構成していたトゥジ都市自治体は2018年9月1日に、ゴルボヴツィ都市自治体は2022年8月16日にゼタ基礎自治体として、それぞれポドゴリツァから独立した。

## 地勢
ポドゴリツァはモンテネグロ中部に位置する。ポドゴリツァは川の合流地点で、北側のシュコダル湖までは15kmしか離れていない。モラチャ川とリブニツァ川が市内を流れ、ゼタ川、ツィイェヴナ川、シィトニツァ川、マレザ川が近くを流れる。水域の豊かさはこの都市の特徴である。モンテネグロの大半とは異なり、ポドゴリツァのほとんどはゼタ平原の北辺の平坦な地域に位置する。市中心部のゴリツァ丘は標高107mである。他の丘陵にはマロ・ブルド Malo brdo 、ヴェリェ・ブルドVelje brdo、リュボヴィチLjubović、ダイバプスカ・ゴラDajbapska gora 、チャルダクČardakなどがある。丘陵地は開発には急なため市街地の拡大には制限があり、特に北側に多い。

## 気候
ポドゴリツァは地中海性気候が少し変化した地域に属し、暑く乾燥した夏と少し寒い冬がある。地中海から延びたアドリア海からは50kmしか離れていないが、北側近くのディナルアルプスが気候を変化させている。年間平均降水量は1,600mmある。年135日間は毎年25℃を超え、日平均気温は16.4℃である。降雨日は120日あり、そのうち60日は強く降る。時折、北からの強い風が冬の気候に影響を与え風の冷たさにより気温が数℃にも下がる。ポドゴリツァはとりわけ猛暑でも知られ、7月や8月に40℃を超えることもあり、2007年8月16日にはモンテネグロでの最高気温の記録である45.8℃を記録している。降雪もポドゴリツァでは見られ、2012年には25日間の降雪日を記録した。2月11日にそれまでの最高積雪を破る58cmを記録した。それ以前は1954年に記録した52cmである。
| ポドゴリツァの気候          | ポドゴリツァの気候 | ポドゴリツァの気候 | ポドゴリツァの気候 | ポドゴリツァの気候 | ポドゴリツァの気候 | ポドゴリツァの気候 | ポドゴリツァの気候 | ポドゴリツァの気候 | ポドゴリツァの気候 | ポドゴリツァの気候 | ポドゴリツァの気候 | ポドゴリツァの気候 | ポドゴリツァの気候 |
| 月                          | 1月                | 2月                | 3月                | 4月                | 5月                | 6月                | 7月                | 8月                | 9月                | 10月               | 11月               | 12月               | 年                 |
| --------------------------- | ------------------ | ------------------ | ------------------ | ------------------ | ------------------ | ------------------ | ------------------ | ------------------ | ------------------ | ------------------ | ------------------ | ------------------ | ------------------ |
| 最高気温記録 °C （°F）      | 18 (64)            | 20 (68)            | 26 (79)            | 31 (88)            | 33 (91)            | 38 (100)           | 43 (109)           | 46 (115)           | 39 (102)           | 30 (86)            | 23 (73)            | 19 (66)            | 46 (115)           |
| 平均最高気温 °C （°F）      | 9 (48)             | 11 (52)            | 14 (57)            | 19 (66)            | 24 (75)            | 29 (84)            | 33 (91)            | 33 (91)            | 27 (81)            | 21 (70)            | 15 (59)            | 12 (54)            | 20.6 (69)          |
| 平均最低気温 °C （°F）      | 2 (36)             | 3 (37)             | 5 (41)             | 9 (48)             | 14 (57)            | 18 (64)            | 21 (70)            | 21 (70)            | 17 (63)            | 12 (54)            | 8 (46)             | 4 (39)             | 11.2 (52.1)        |
| 最低気温記録 °C （°F）      | −21 (−6)           | −20 (−4)           | −8 (18)            | 0 (32)             | 4 (39)             | 10 (50)            | 12 (54)            | 9 (48)             | 4 (39)             | −3 (27)            | −14 (7)            | −20 (−4)           | −21 (−6)           |
| 降水量 mm （inch）          | 163 (6.42)         | 179 (7.05)         | 146 (5.75)         | 98 (3.86)          | 105 (4.13)         | 59 (2.32)          | 38 (1.5)           | 51 (2.01)          | 110 (4.33)         | 230 (9.06)         | 213 (8.39)         | 225 (8.86)         | 1,617 (63.68)      |
| 平均降水日数 （≥0.1 mm）    | 13                 | 14                 | 11                 | 10                 | 11                 | 6                  | 5                  | 4                  | 7                  | 11                 | 16                 | 15                 | 123                |
| 平均月間日照時間            | 113                | 124                | 186                | 210                | 248                | 300                | 341                | 341                | 240                | 186                | 120                | 93                 | 2,502              |
| 出典：BBC Weather:Podgorica |                    |                    |                    |                    |                    |                    |                    |                    |                    |                    |                    |                    |                    |

## 都市景観

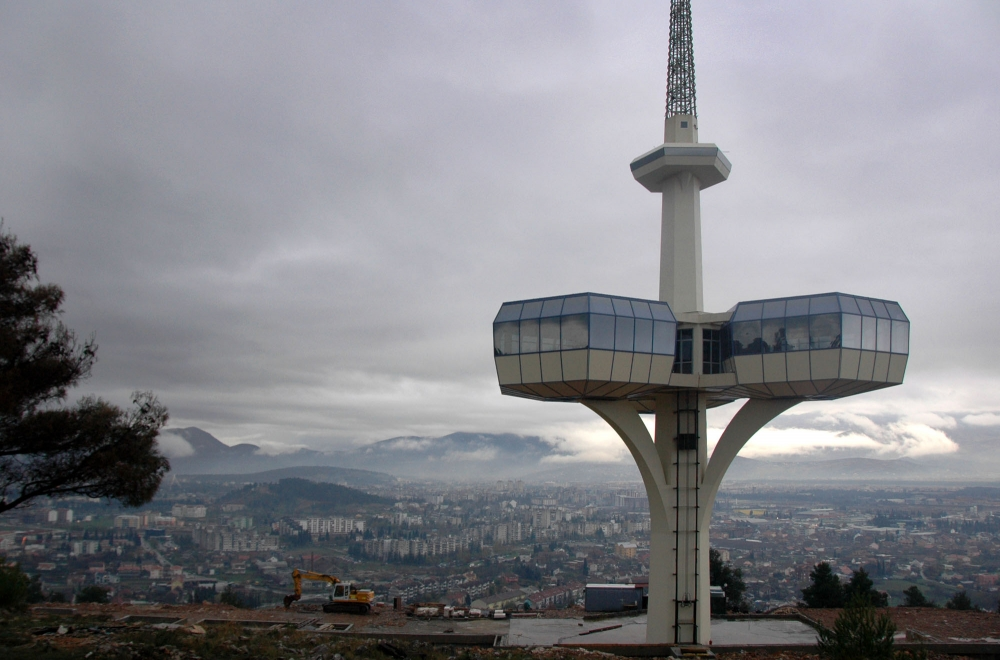
電波塔

ポドゴリツァに混在する様々な建築様式はその時々の激しい歴史を示し、支配者が代わるごとにそれぞれのスタイルが導入されてきた。オスマン帝国支配時の1878年までは多くのトルコ様式の建築物があった。町の古い地区であるスタラ・ヴァロシュStara VarošやドラチュDračはその典型で2つのモスクとトルコ風の時計塔、狭い通りがある。町がオスマン支配からモンテネグロになると、都心部はリブニツァ川の他の岸に移りよりヨーロッパ風のスタイルに開発され広い通りと直交したレイアウトの町並みに変わった。今日ではこの部分が伝統的にポドゴリツァの中心と見なされ新たな町を意味するノヴァ・ヴァロシュNova Varošと呼ばれている。
第二次世界大戦時、町全体が70回にもおよぶ砲撃により徹底的に破壊されている。解放後は他のユーゴスラビア社会主義連邦共和国の町と同じように再建が進められた。住宅地区は東側諸国にあるような典型的な大規模な高層住宅で構成された。モラチャ川の右岸に面した市域はこの方法で建設され、同様に市中心部の空いたスペースにはブルータリズムに近い建築物で満たされその結果、古い物と新しい物が混在する不適当な状態となった。現在の主要な道路などの建築物はこの期間に計画され市中心部の直交する道路のレイアウトが南側や西側にも広げられた。ユーゴスラビア時代の住宅やインフラの発展は主に今日のポドゴリツァを形作り、戦後の前例のない人口増加を受け入れている。しかしながら、周辺の住宅地区では市街地の拡大に伴いたびたび雑然としたスプロール現象を発生させ、道路や歩道のために少しスペースを残した密集した低層の個人住居がある。スプロール化した非公式な住居は1990年代にピークに達した。これらの住区に対するインフラの改善等の努力が行われたが、多くの問題がとくに大きな低密度の街区の問題はポドゴリツァ北部や北東部で残された。
先進的な建築はポドゴリツァでは1990年代後半から始まり、それ以来町の顔として急速に変わっている。住宅やビジネスの建築は急速に進み、現代的なガラスとスチールの建築トレンドに取り込まれている。モダンな国家の首都として認識される取り組みの中で市当局は公共空間に相当の投資を行っている。これにより、市にはまったく新しい広場や公園、モニュメントがもたらされている。新たなランドマークには正教会の聖堂であるハリストス復活大聖堂'Hristovog Vaskrsenja' やミレニアムブリッジなどが含まれこれらはポドゴリツァのスカイラインを特徴付けている。今日、ポドゴリツァは急速に特徴のない近代的なヨーロッパの首都の町へと変わっている。

## 文化

### 文化施設・演劇

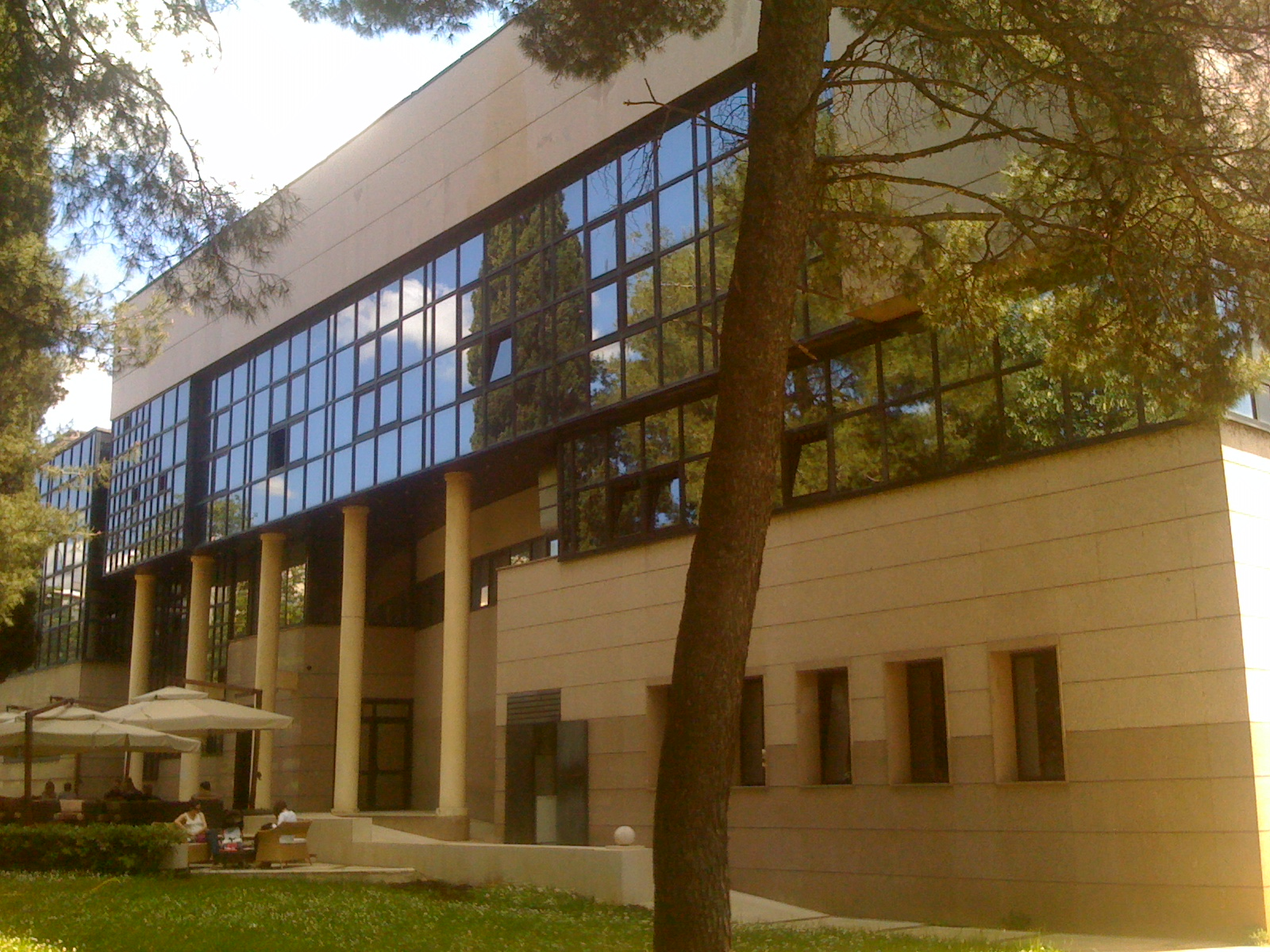
モンテネグロ国立劇場

ポドゴリツァは多くのモンテネグロの文化機関の本拠地でイベントも多く、モンテネグロ国立劇場や多くの博物館や美術館も立地する。モンテネグロ国立劇場はポドゴリツァだけでなく、モンテネグロでも重要な劇場である。ポドゴリツァはまた都市劇場 (Gradsko pozorište)を主催し、子供劇場や人形劇場も含まれている。歴史的な王室の首都であったツェティニェに比べると博物館や美術館は豊富ではないが以下のようにいくつか注目すべき博物館がある。
- ポドゴリツァス市博物館 (Muzej grada Podgorice)　ポドゴリツァの豊富な文化財を保存している。1950年に設立され考古学、民族誌、歴史学、文化歴史の4分野に分けられている。ローマ時代やイリュリア時代に遡る遺品も収蔵している。
- 考古学研究センター(Centar za arheološka istraživanja)　1961年に設立され考古学的な物の収集、分類、展示が任務。
- マルコ・ミリャノヴ博物館(Muzej Marka Miljanova)　19世紀のメドゥンの集落の生活を展示。モンテネグロのこの種の記念館としてはもっとも重要となっている。
- 自然博物館(Prirodnjački muzej)　モンテネグロの植生や動物相の実例を展示。多くの提案や発案があったが自前の展示スペースが無い。

### メディア
ポドゴリツァはモンテネグロのメディアの中枢で、国営の公共放送RTCGの本社がある。民放はTV In、NTV Montena、Elmag RTV、RTV Atlas、TV Vijesti、MBCがある他、近く他の地元テレビ局も開局する。 これらのテレビ局の番組は広くモンテネグロで受信されている。モンテネグロの日刊紙Pobjeda、 Vijesti、Danはポドゴリツァで発行され著名な週刊誌Monitorも発行されている。

### スポーツ・競技場
もっとも人気があるスポーツはサッカーで、バスケットボールも20世紀後半から21世紀初めにかけて人気となってきた。FKブドゥチノスト・ポドゴリツァは伝統のあるクラブチームでプレドラグ・ミヤトヴィッチやデヤン・サビチェビッチなどの世界的に有名な選手を輩出している。バレーボールやハンドボールも盛んである。2009年には国際水泳連盟主催の男子水球世界リーグの開催都市になった。
ポドゴリツァには多くの競技場があり多くが再建や拡張中である。メインとなる物は
- スタディオン・ポド・ゴリツォム　東側のスタンドが完成し収容人員は24,000人である。プルヴァ・ツルノゴルスカ・フドバルスカ・リーガのFKブドゥチノスト・ポドゴリツァのホームスタジアムとなっている。この競技場は現在、モンテグロでは唯一の国際試合が行うことが出来るFIFA基準のスタジアムである。

- モラチャスポーツセンター（英語版）　多目的のスポーツ施設で4,200席を有する。2005年ユーロバスケットが開催された。他にはベオグラード・アリーナやノヴィ・サドスポーツセンターなどで開催されている。

ポドゴリツァに本拠地を置く他のサッカークラブも自前のスタジアムを所有しているが、スタンタードの物に比べるとその規模は小さい。その他の競技場にはゴリツァ丘下にある小規模競技場（Малих спортова стадиум）とリュボヴィチ丘にスポーツ射撃場がある。その他にもインドアサッカーの競技場等様々な施設がある。

## 経済
ポドゴリツァはモンテネグロの行政の中心だけでなく、経済の原動力でもある。モンテネグロの工業、金融、商業はポドゴリツァを基盤としている。第一次世界大戦前までのポドゴリツァの経済は交易や小規模な手工業が担っており、この経済モデルは永らくこの地を支配していたオスマン帝国が確立させた。第一次世界大戦後、ポドゴリツァはモンテネグロの首都となり、急速な都市化やユーゴスラビア時代の急速なアルミニウムやタバコ産業、織物工業、エンジニアリング、自動車産業、ワイン産業などの急速な工業化により中心となった。都市周辺部にも広がっている。1981年現在のポドゴリツァのGDPはユーゴスラビア平均の87%であった。 ユーゴスラビア紛争やユーゴスラビアの崩壊によってポドゴリツァは市場や供給者、設備の近代化や投資の設立者を失っている。これによって多くの工場が生産が減りその中には閉鎖されたものもある。生き残った企業は民営化が進められ、そのほとんどは現在では回復している。ロシアのアルミニウムメーカールサールが出資するポドゴリツァアルミ製作 (モンテネグロ語: Kombinat Aluminijuma Podgorica - KAP) やワインやブランデー製造メーカーの農園を意味するプランタシェ（Plantaže）などはモンテネグロでもいまだに大企業に含まれている。
2000年代に入るとポドゴリツァでは金融や第三次産業の分野が急速に拡大し、経済ではよりサービスが指向されるようになった。モンテネグロ証券取引所（Montenegroberza, a.d.）や銀行の本部が市街には立地している。ポドゴリツァの経済は重工業からそのほとんどが電気通信や建設、銀行業へ移行している。投資家や外国資本の企業はポドゴリツァで流れを開き、経済に重要な成長や多角化を加えた。経済発展の副作用としてポドゴリツァ中心部での賃料や不動産価格は増加している。ポドゴリツァが独立したモンテネグロの首都となってからの2000年代の後半以降は金融危機の影響もあり経済成長は鈍化している。

## 人口
ヨーロッパ的な基準ではポドゴリツァは中規模な都市であるが、モンテネグロでは最大の都市である。モンテネグロ国民の三分の一はここポドゴリツァに居住しており、2011年の国勢調査によればポドゴリツァ自治体には185,937人が居住しており、ポドゴリツァ自治体を構成するトゥジやゴルボヴツィなどの下位自治体も含まれる。ポドゴリツァ市街だけでは150,977人が居住する。
- ポドゴリツァ市街の人口

| 調査年 | 人口      |
| ------ | --------- |
| 1948   | 14,369人  |
| 1953   | 19,868人  |
| 1961   | 35,054人  |
| 1971   | 61,727人  |
| 1981   | 96,074人  |
| 1991   | 117,875人 |
| 2003   | 136,473人 |
| 2011   | 150,977人 |

- 民族割合

| 民族           | 人口      | 割合   |
| -------------- | --------- | ------ |
| モンテネグロ人 | 106,642人 | 57.35% |
| セルビア人     | 43,248人  | 23.26% |
| アルバニア人   | 9,538人   | 5.13%  |
| ムスリム       | 4,122人   | 2.22%  |
| ロマ           | 3,988人   | 2.14%  |
| ボシュニャク人 | 3,687人   | 1.98%  |
| クロアチア人   | 664人     | 0.36%  |
| その他         | 1,222人   | 0.66%  |

- ポドゴリツァ基礎自治体の人口

| 調査年 | 人口      |
| ------ | --------- |
| 1948年 | 48,599人  |
| 1953年 | 55,669人  |
| 1961年 | 72,319人  |
| 1971年 | 98,796人  |
| 1981年 | 132,290人 |
| 1991年 | 179,401人 |
| 2003年 | 169,132人 |
| 2011年 | 185,937人 |

## 宗教
ポドゴリツァはキリスト教正教会 、 カトリック教会、イスラム教スンニ派の3つの主要な宗教グループに分けられる。正教会は中世以後、東西教会の分裂以来受け入れられ地元のモンテネグロ人やセルビア人がそのほとんどを占めている。現在の正教会の人口はオスマン帝国の敗北以後、多数を占める宗教グループを象徴し様々な聖式に関連する物が残され13世紀以来の聖ゲオルギオス教会や1993年に建築された町で一番大きな聖堂であるポドゴリツァの復活大聖堂などがある。カトリック教会の人口は先住のアルバニア人やクロアチア人のマイノリティーにより構成されている。カトリックを代表する物はポドゴリツァ郊外のコニクにある1966年に建てられたイエス聖心教会である。ブルータリズムを採用したユニークなものである。カトリック教会は他にトゥジ東郊に立地する。
| 宗教             | 人口      | 割合   |
| ---------------- | --------- | ------ |
| 正教会           | 145,575人 | 78.29% |
| イスラム教       | 16,275人  | 8.75%  |
| ムスリム         | 4,608人   | 2.48%  |
| カトリック教会   | 7,947人   | 4,27%  |
| その他キリスト教 | 568人     | 0.31%  |
| 不可知論         | 225人     | 0.12%  |
| 無神論           | 3,698人   | 1,99%  |
| その他           | 1,961人   | 1,05%  |
| 無宣言           | 4,583人   | 2,46%  |

## 教育
ほとんどのモンテネグロの高等教育機関はポドゴリツァに設立されている。モンテネグロ大学はモンテネグロでは一番重要な教育機関とされており、経済、法学、電気工学、冶金技術、政治学、土木工学、機械工学、自然科学、数学、薬学の各学部がある。またモンテネグロ大学には外国語、バイオテクノロジー、歴史、海洋生物学の研究機関がある。モンテネグロ科学芸術アカデミーはポドゴリツァに研究機関のDANUを設立している。2006年に私立の地中海大学が設立され、この間いくつかの私立の高等教育機関も設立されている。ポドゴリツァ自治体内には34の小学校、10の中等学校があり1つのギムナジウムを含む。

## 政治・行政
かつてポドゴリツァ自治体はポドゴリツァ市と下位の都市自治体(Градске општине / Gradske opštine)によって構成されていたが、都市自治体のトゥジとゴルボヴツィが独立したことで2022年以降は単一の自治体で成り立っている。ポドゴリツァ自治体全体では57の地元コミュニィティー(мјесне заједнице / mjesne zajednice)に分けられ市民が地域社会の関連事項についての意思決定に参加している。
ポドゴリツァ市は市長と議会、いくつもの部局、行政機構により自治が担われている。市議会は57議席あり4年ごとの直接選挙により選出される。市長は5年ごとの直接選挙により選出されていたが、新しい法律が施行されてからはモンテネグロの自治体の首長は市議会から選出され信任を得ている期間が任期となった。ポドゴリツァ自治体の一部でありながら、独自の自治権を持つゴルボヴツィでは別個に選挙が行われる。ゴルボヴツィとトゥジの両下位自治体がポドゴリツァから独立した自治体としての地位を得るべきかについて、政治的な議論が繰り返されてきた。2010年5月23日に行われた選挙では28議席をDPSが獲得し勝利したが過半数には29議席必要なため、ボシュニャク人政党やリベラル政党と連合を組んでいる。反対の「より良いモンテネグロのために」はPZP、SNP、NOVAと連合を組み24議席を得てその間、社会主義者民主党は5年の政権を得ている。市長の地位はDPS上級役のミオミル・ムゴシャ（Miomir Mugoša）により2000年以来保持されている。市長は異なった勢力のメンバーからの支持と30議席の多数派を構成することに成功している。

## 交通

### 公共交通
ポドゴリツァ市内の公共交通は路線バスによって担われている。バスは市が所有するAD Gradski saobraćajと呼ばれる公営運輸企業が1990年代に民間事業者が導入されるまで唯一のバス事業者となっていたが、2001年に市が運営する企業が破綻すると民間事業者だけとなった。公共交通は競争に対処するために苦労している。今は無い無認可のタクシーはかつてバスの脅威であったが、低料金のタクシーサービスはより一般的となってきている。タクシーは良く組織されており、20を超える事業者が800台のタクシーを運営している。新車を導入したり制服を着た運転手やGPSの搭載等サービスレベルも高くなって来ている。

### 道路
ポドゴリツァはモンテネグロ中央部にあることから自然と鉄道や道路など交通機関の要衝となっている。モンテネグロと国内北部やセルビアなどを結ぶ道路は通常、欧州基準よりは低い規格のものである。現在ベオグラードとバールやアドリア海側の諸都市を結ぶ自動車専用道路の計画が進められている。新たに開通したソジナトンネルによりバールまでの所要時間は30分以下になった。2011年には新たに南北のバイパスが建設され市中心部を通過する交通が改善された。この他にもバイパスや5つ以上の橋の整備などが計画されている。
- 北側 (欧州自動車道路E65, E80)、 ベオグラード 、中央ヨーロッパ方面
- 西側 (E762)、 ニクシッチ、ボスニア・ヘルツェゴビナ、西ヨーロッパ方面

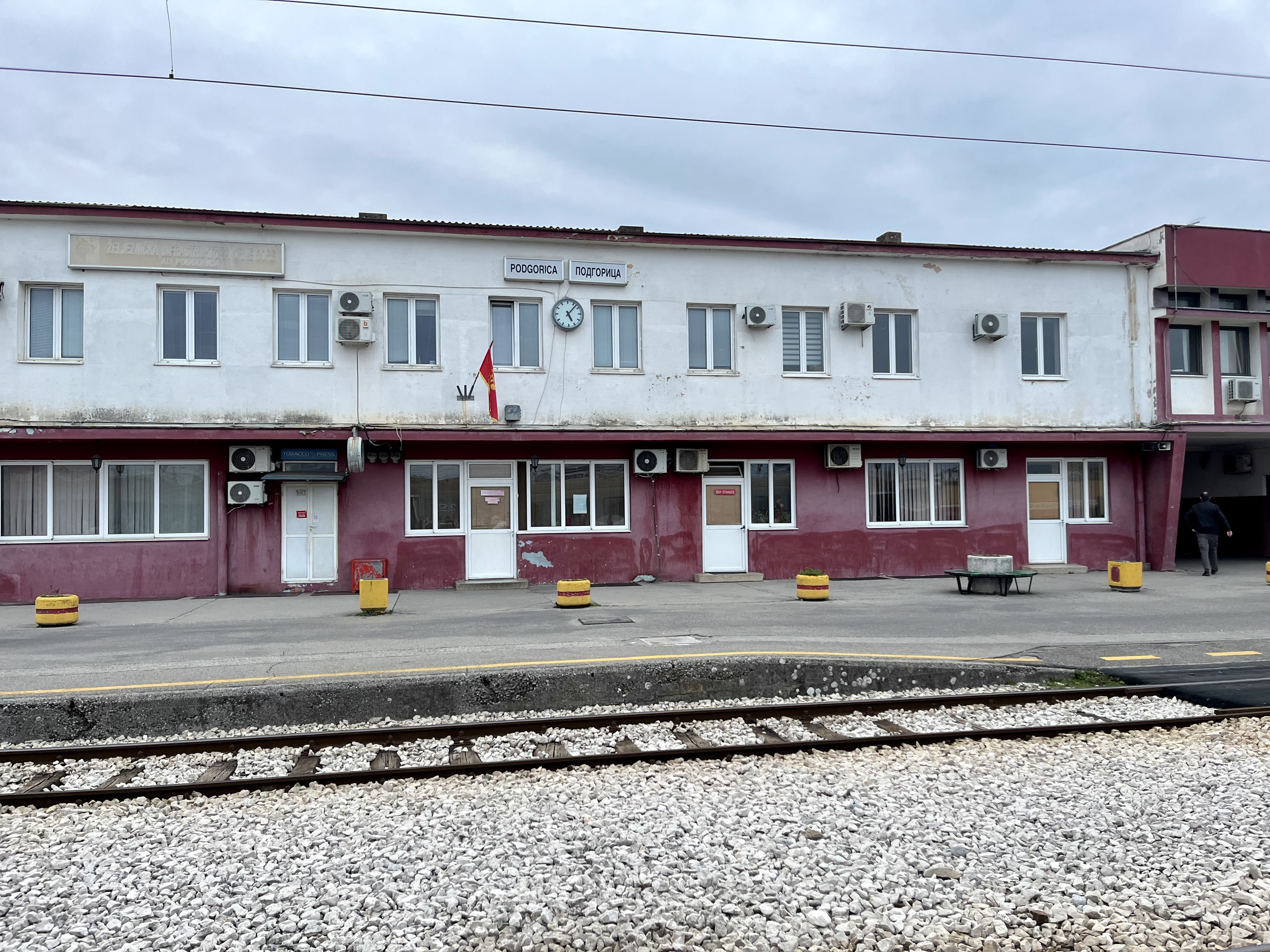
ポドゴリツァ駅

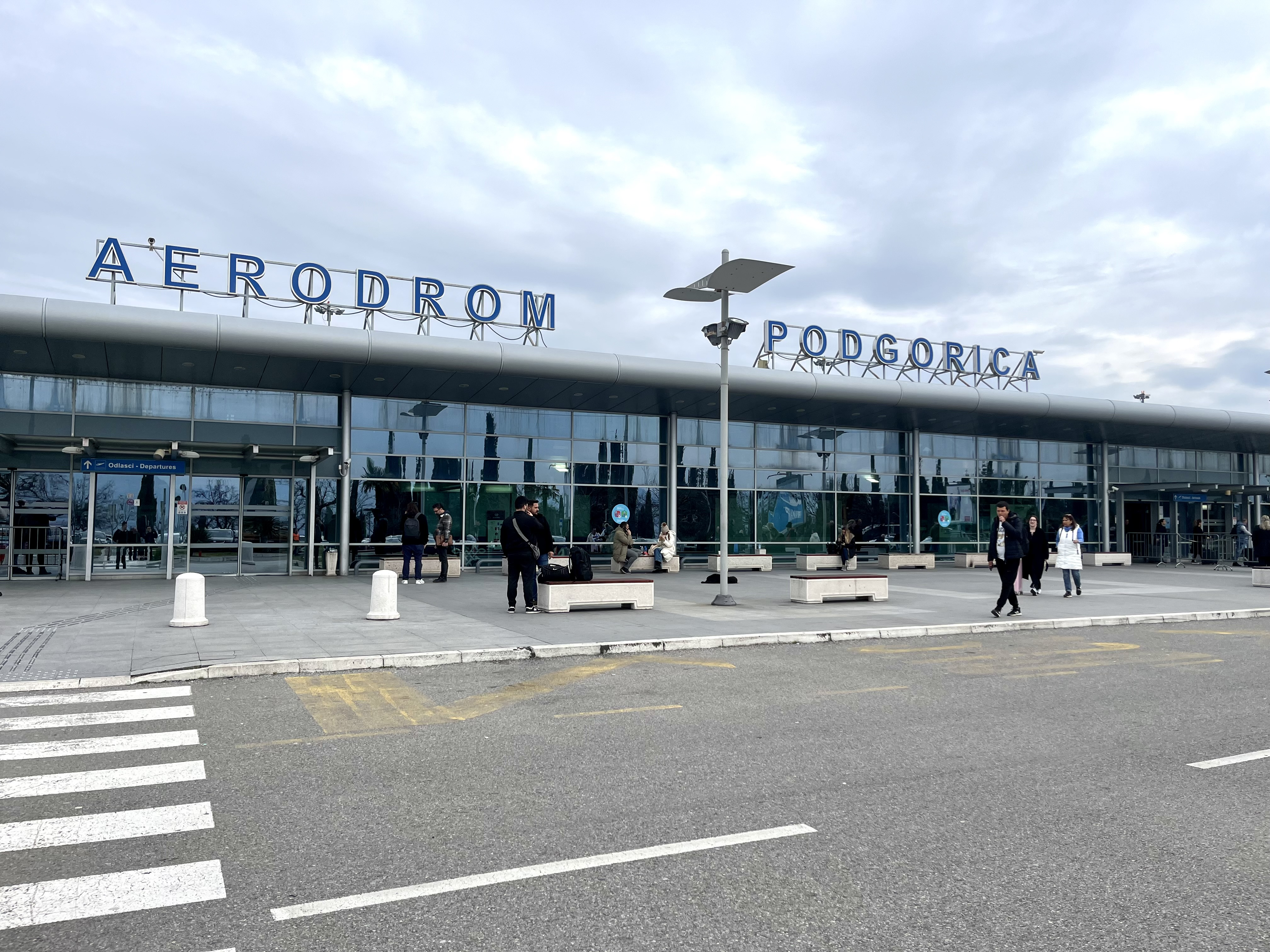
ゴルボヴツィ近くのポドゴリツァ空港

- 南側 (E65,E80) アドリア海方面
- 東側 (E762)、 アルバニア方面

### 鉄道
ポドゴリツァはモンテネグロ鉄道のX型の路線網の要衝である。ベオグラード＝バール鉄道の路線とニクシッチ＝ポドゴリツァ鉄道、ポドゴリツァ＝シュコドラ鉄道の路線がポドゴリツァ駅に集まっている。ニクシッチ方面の路線は現在、再建と電化工事が行われており、旅客営業の開始は2012年中が予定されている。アルバニアのシュコダルへの鉄道は現在貨物輸送のみである。

### 航空
ポドゴリツァ空港は市中心部の10km南のゼタ平原に位置しモンテネグロの中心的な国際空港でモンテネグロ航空のハブである。1つのターミナルと最近市中心部と結ばれた大通りで構成され、ターミナルは2006年7月13日に開業している。2010年の年間旅客数は650,000人であった。ポドゴリツァからはベオグラード、ブダペスト、フランクフルト、イスタンブール、リュブリャナ、ニシュ、パリ、ローマ、モスクワ、ウィーン、ザグレブ、チューリッヒなど欧州各都市と結ばれている。

## 出身者
- デヤン・サビチェビッチ（元サッカー選手）
- プレドラグ・ミヤトヴィッチ（元サッカー選手）
- シモン・ヴクチェヴィッチ(サッカー選手)
- ステファン・ネマニャ（セルビア王国ネマニッチ朝の創始者）
- ミロシュ・ラオニッチ　(プロテニス選手)
- ニコラ・ミロティッチ（バスケットボール選手。スペイン国籍。スペイン名 : Nikola Mirotić Stajović ニコラ・ミロティッチ・スタヨヴィッチ）

ルカ・パヴィチェヴィッチ(バスケットボール選手)

## 姉妹都市
- エレバン、アルメニア
- ベオグラード、セルビア
- ザグレブ、クロアチア
- スコピエ、マケドニア
- ロンドン、イギリス
- ストックホルム、スウェーデン